# Ватонван (округ, Міннесота)
Шаблон:StateAbbr_ 43°59′ пн. ш. 94°37′ зх. д. / 43.98° пн. ш. 94.61° зх. д.
Округ Ватонван (англ. Watonwan County) — округ (графство) у штаті Міннесота, США. Ідентифікатор округу 27165.

## Історія
Округ утворений 1860 року.

## Демографія
За даними перепису
2000 року
загальне населення округу становило 11876 осіб, зокрема міського населення було 4657, а сільського — 7219.
Серед мешканців округу чоловіків було 5798, а жінок — 6078. В окрузі було 4627 домогосподарств, 3143 родин, які мешкали в 5036 будинках.
Середній розмір родини становив 3,1.
Віковий розподіл населення поданий у таблиці:
| Стать    | До 15 років | 15-21 | 22-29 | 30-39 | 40-49 | 50-65 | 65-85 | Понад 85 |
| -------- | ----------- | ----- | ----- | ----- | ----- | ----- | ----- | -------- |
| Чоловіки | 1324        | 586   | 494   | 696   | 926   | 865   | 805   | 102      |
| Жінки    | 1338        | 598   | 458   | 688   | 836   | 861   | 1046  | 253      |

## Суміжні округи
- Браун — північ
- Блю-Ерт — схід
- Мартін — південь
- Джексон — південний захід
- Коттонвуд — захід

## Виноски
1. ↑  US Decennial Census. US Census Bureau. Архів оригіналу за 19 липня 2018. Процитовано 25 жовтня 2014.
2. ↑  Historical Census Browser. University of Virginia Library. Архів оригіналу за 11 серпня 2012. Процитовано 25 жовтня 2014.
3. ↑  Population of Counties by Decennial Census: 1900 to 1990. US Census Bureau. Архів оригіналу за 4 серпня 2014. Процитовано 25 жовтня 2014.
4. ↑  Census 2000 PHC-T-4. Ranking Tables for Counties: 1990 and 2000 (PDF). US Census Bureau. Архів оригіналу (PDF) за 18 грудня 2014. Процитовано 25 жовтня 2014.
5. ↑  State & County QuickFacts. Бюро перепису населення США. Архів оригіналу за 4 лютого 2016. Процитовано 1 вересня 2013.(англ.) Наведено за англійською вікіпедією.
6. ↑  American FactFinder. Бюро перепису населення США. Архів оригіналу за 26 лютого 2012. Процитовано 31 січня 2008.

| США | Це незавершена стаття з географії США. Ви можете допомогти проєкту, виправивши або дописавши її. |